# KBS 교향악단 연주회
KBS 교향악단 연주회는 2013년 10월 25일부터 2015년 7월 3일까지 방송되었던 음악 프로그램이다.

## 기획 의도
KBS 교향악단 정기 연주회 실황을 방송하는 음악 프로그램이다.

## 방송 시간
| 방송 채널 | 방송 기간                          | 방송 시간                            |
| --------- | ---------------------------------- | ------------------------------------ |
| KBS 1TV   | 2013년 10월 25일 ~ 2014년 12월 5일 | 매주 금요일 낮 1시 30분 ~ 3시        |
| KBS 1TV   | 2015년 1월 2일 ~ 2015년 3월 13일   | 매주 금요일 오후 2시 30분 ~ 4시      |
| KBS 1TV   | 2015년 4월 10일 ~ 2015년 7월 3일   | 매주 금요일 오후 2시 30분 ~ 3시 55분 |

## 방송 회차
| 회차 | 방송일           | 제목 (원제)                                     |
| ---- | ---------------- | ----------------------------------------------- |
| 1    | 2013년 10월 25일 | KBS 교향악단 671회 정기연주회                   |
| 2    | 2013년 11월 8일  | KBS 교향악단 673회 정기연주회                   |
| 3    | 2013년 12월 13일 | KBS 교향악단 674회 정기연주회                   |
| 4    | 2013년 12월 20일 | KBS 교향악단 어린이 음악회 - 위층에 사는 베토벤 |
| 5    | 2014년 1월 3일   | KBS 교향악단 기획연주회 - 클래식, 시를 읽다     |
| 6    | 2014년 1월 17일  | KBS 교향악단 675회 정기연주회                   |
| 7    | 2014년 1월 24일  | KBS 교향악단 기획연주회 - 클래식, 춤을 추다     |
| 8    | 2014년 2월 28일  | KBS 교향악단 676회 정기연주회                   |
| 9    | 2014년 3월 7일   | KBS 교향악단 - 밸런타인 콘체르토                |
| 10   | 2014년 4월 11일  | KBS 교향악단 677회 정기연주회                   |
| 11   | 2014년 5월 2일   | KBS 교향악단 특별 연주회                        |
| 12   | 2014년 5월 9일   | KBS 교향악단 - 체임버 뮤직 페스티벌 시리즈      |
| 13   | 2014년 5월 16일  | KBS 교향악단 680회 정기연주회                   |
| 14   | 2014년 6월 13일  | KBS 교향악단 681회 정기연주회                   |
| 15   | 2014년 7월 25일  | KBS 교향악단 683회 정기연주회                   |
| 16   | 2014년 9월 5일   | KBS 교향악단 체임버 뮤직 페스티벌               |
| 17   | 2014년 9월 12일  | KBS 교향악단 684회 정기연주회                   |
| 18   | 2014년 9월 19일  | KBS 교향악단 청소년 음악회                      |
| 19   | 2014년 10월 17일 | KBS 교향악단 제685회 정기연주회                 |
| 20   | 2014년 12월 5일  | KBS 교향악단 체임버 뮤직 페스티벌               |
| 21   | 2015년 1월 2일   | KBS 교향악단 제687회 정기연주회                 |
| 22   | 2015년 1월 16일  | KBS 교향악단 제688회 정기연주회                 |
| 23   | 2015년 1월 23일  | KBS 교향악단 제689회 정기연주회                 |
| 24   | 2015년 1월 30일  | KBS 교향악단 제690회 정기연주회                 |
| 25   | 2015년 3월 13일  | KBS 교향악단 제691회 정기연주회                 |
| 26   | 2015년 4월 10일  | KBS 교향악단 제692회 정기연주회                 |
| 27   | 2015년 5월 15일  | KBS 교향악단 제693회 정기연주회                 |
| 28   | 2015년 5월 22일  | KBS 교향악단 제694회 정기연주회                 |
| 29   | 2015년 6월 26일  | KBS 교향악단 제695회 정기연주회                 |
| 30   | 2015년 7월 3일   | KBS 교향악단 제696회 정기연주회                 |

## 같이 보기
- KBS 중계석
- KBS 슈퍼클래식